# Las Pilas
Las Pilas ou El Hoyo (en français : « Les Piles » ou « Le Trou ») est un complexe volcanique situé dans la partie ouest du Nicaragua dans le département de León entre ceux de Telica Rota et du Momotombo. Faisant partie d'un massif volcanique de 30 km de long, Las Pilas possède une série d'évents latéraux entourant un cône central. Las Pilas est entré en éruptions pour la dernière fois dans les années 1950 à plusieurs reprises et avant cela peut-être au XVIe siècle.

## Description
Las Pilas s'élève à 900 m au-dessus de sa base dans la dépression nicaraguayenne. Son large sommet contient un cratère de 700 m de diamètre et une fissure nord-sud qui s'est formée lors d'une éruption en 1952. 
Le complexe volcanique surplombe le volcan Cerro Negro au nord-ouest et comprend un groupe diversifié de cônes autour de l'évent central, Las Pilas (El Hoyo). Un système de fracture orienté nord-sud traverse l'édifice qui est marqué par de nombreux évents latéraux bien conservés, y compris des maars.  
Les roches du site sont classiquement andésitique, basaltique et dacitiques. 
Bien que très proche, la chaîne de cônes de cendres du Cerro Negro est répertoriée séparément de ce complexe en raison de ses éruptions historiques étendues.
| Nom local                 | Type               | Altitude (m) | Latitude      | Longitude     |
| ------------------------- | ------------------ | ------------ | ------------- | ------------- |
| Cerro Asososca            | Stratovolcan       | 818          | 12° 27' 7" N  | 86° 40' 30" W |
| Cerro Cabeza de Vaca      | Cône pyroclastique | 866          | 12° 30' 47" N | 86° 40' 52" W |
| Cerro Grande              | Cône               | 1001         | 12° 30' 0" N  | 86° 41' 0" W  |
| Volcán el Hoyo            | Stratovolcan       |              |               |               |
| Cerro Ojo de Agua         | Cône pyroclastique | 900          | 12° 29' 20" N | 86° 41' 13" W |
| El Picacho                | Stratovolcan       | 879          | 12° 29' 42" N | 86° 39' 18" W |
| Santa Matilde             | Cône pyroclastique | 381          |               |               |
| Cerro Tacanistes          | Cône               | 512          | 12° 28' 0" N  | 86° 38' 49" W |
| Laguna de Axusco Asososca | Maar               | 255          | 12° 25' 59" N | 86° 39' 47" W |
| La Joya                   | Maar               | 222          | 12° 33' 0" N  | 86° 40' 30" W |
| Malpasillo                | Maar               |              |               |               |
| Caldera el Picacho        | Caldeira           |              |               |               |
| Las Laguna Seca Sabanetas | Maar               |              | 12° 22' 37" N | 86° 39' 7" W  |

Le maar Asososca rempli d'eau est situé à côté du cône Cerro Asososca du côté sud du système de fissure, au sud de l'axe de la cordillère des Maribios. Deux petits maars à l'ouest du lac Managua sont situés à l'extrémité sud de cette faille. 

## Histoire
Mis à part une possible éruption au XVIe siècle, les seules éruptions historiques de Las Pilas ont eu lieu dans les années 1950 à partir d'une fissure qui coupe le côté est du cratère sommital de 700 m de large et s'étend le long du flanc nord. 
Le 6 mars 1994, des spécialistes ont visité Las Pilas pour déterminer la source et la nature d'un panache blanc dense, visible à au moins 10 km au sud, qui montait de la pente supérieure du sud du volcan. Le panache, qui sentait fortement le soufre, émergeait du fond d'un petit cratère à fosse phréatique. Le cratère mesurait environ 10 m de diamètre et 5 à 10 m de profondeur. Les parois de la fosse étaient verticales et son ouverture était recouverte d'une mince couche de soufre. Un mélange important avec les gaz atmosphériques s'est produit avant que le panache ne monte de la fosse. Immédiatement en aval du cratère, il semblait y avoir des dépôts volcaniques lités. Leur présence suggère que le cratère fosse a été à l'origine de nombreuses explosions phréato-magmatiques.
Un grand cratère de fosse phréatique circulaire à 50-75 m à l'ouest de cette petite fosse phréatique a été aussi examiné. Ce plus grand cratère avait environ 30 à 40 m de diamètre et environ 30 m de profondeur. L'explosion phréatique qui a produit ce cratère a dû être inhabituellement puissante, car elle a perturbé plusieurs coulées de lave basaltique de 5 à 7 m d'épaisseur. Aucune activité fumarolique n'a été observée dans ce cratère.
Un gouffre circulaire de 100 m de diamètre visible sur une photo aérienne du volcan datant d'août 1944 du magazine National Geographic est toujours présent en 2020.